# فيروس إكس إم آر في
فيروس متعلق بفيروس ابيضاض الدم الجرذي غريب التوجه (بالإنجليزية: Xenotropic murine leukemia virus-related virus) ويُدعى اختصارًا فيروس إكس إم آر في‏ (XMRV) هو فيروس قهقري تم وصفه لأول مرة في عام 2006 كممراض بشري جديد وجد في عينات أنسجة الرجال المصابين بسرطان البروستات. وقد ربطت التقارير الأولية عن طريق الخطأ الفيروس بسرطان البروستات وبعد ذلك بمتلازمة التعب المزمن (CFS)، مما أدى إلى اهتمام كبير لدى المجتمعات العلمية والمرضى، والتحقيق في الفيروس كسبب محتمل للمشاكل الطبية المتعددة، والمخاوف المتعلقة بالصحة العامة بشأن السلامة من إمدادات الدم المتبرع بها.
لكن الأبحاث اللاحقة أثبتت أن فيروس إكس إم آر في كان في الواقع ملوثًا مخبريًا وليس ممرِاضًا جديدًا. تم توليده عن غير قصد في المختبر، من خلال إعادة التركيب الوراثي بين اثنين من الفيروسات القهقرية الفأرية أثناء انتشار خط خلية سرطان البروستاتا في منتصف التسعينات. وقد حدث أيضًا الكشف الإيجابي الكاذب للفيروس بسبب تلوث العينات السريرية والكواشف المخبرية مع الفيروسات القهقرية الأخرى أو الأحماض النووية ذات الصلة. وبسبب كل ذلك تم سحب معظم المنشورات العلمية التي تدعي وجود ارتباط بين فيروس إكس إم آر في ومتلازمة التعب المزمن أو سرطان البروستاتا. لا يوجد دليل على أن الفيروس يمكن أن يصيب البشر، ولا أنه مرتبط أو يسبب أي مرض بشري.

## التصنيف والجينوم
يعد فيروس إكس إم آر في نوعا من فيروسات لوكيميا الفئران (MLV) التي تشكلت من خلال إعادة تجميع جينومات اثنين من أمهات الفئران المعروفة باسم preXMRV-1 و preXMRV-2. وينتمي فيروس لوكيميا الفئران (MLV) إلى عائلة الفيروسات القهقرية ونوع فيروسات غاما القهقرية، والتي تمتلك جينوم الحمض النووي الريبوزي وحيد الذي يتناسل من خلال حمض نووي ريبوزي منقوص الأكسجين. وقد أعطي اسم فيروس إكس إم آر في لأن مكتشفي الفيروس اعتقدوا في البداية أنه كان مسببات الأمراض البشرية المحتملة الجديدة المتصلة بفيروس لوكيميا الفئران لكنها مختلفة عنها. ويعتبر جسيم فيروس إكس إم آر في كرويا تقريبًا ذو قطر يتراوح من 80 إلى 100 نانومتر.[بحاجة لمصدر] وقد تم نشر العديد من متواليات الجينوم إكس إم آر في حتى الآن. وهي متواليات متطابقة تقريبًا، وهي نتيجة غير عادية حيث تقوم الفيروسات القهقرية بتكرار جينوماتها بدقة منخفضة نسبيًا، مما يؤدي إلى تسلسلات فيروسية متباعدة في كائن مضيف واحد.
في عام 2010، أدت نتائج تحليلات التطور السكاني لإكس إم آر في والفيروسات القهقرية الفيروسية ذات الصلة بمجموعة من الباحثين إلى الاستنتاج بأن إكس إم آر في «قد لا يكون ممراضا بشريا حقيقيا».
تم اكتشاف فيروس إكس إم آر في لأول مرة في فأرة سوداء نيوزيلندية (NZB) قبل أن يكتشف لاحقا في العديد من سلالات الفئران الأخرى بما في ذلك الفئران البرية.

## اكتشاف المرض
تم اكتشاف فيروس إكس إم آر في في مختبرات جوزيف ديريسي في جامعة كاليفورنيا، سان فرانسيسكو، وكذلك روبرت سيلفرمان وإيريك كلاين من عيادة كليفلاند. كان سيلفرمان قد بحث واستنسخ في السابق إنزيم ريبونوكلياز إل (RNase L)، الذي يعد جزء من دفاع الخلية الطبيعي ضد الفيروسات. عند تنشيطه يحطم ريبونوكلياز إل الحمض النووي الريبوزي الخلوي والفيروسي لوقف تكاثر الفيروس.
في عام 2002، تم ربط موضع «سرطان البروستات الوراثي 1» (HPC1) إلى جين ريبونوكلياز إل، مما أدى إلى تورطه في تطور سرطان البروستات. وينتج عن الطفرة "R462Q" المرتبطة بالسرطان حمض جلوتامين بدلاً من الأرجينين في الموضع 462 من إنزيم ريبونوكلياز إل مما يقلل من نشاطه التحفيزي. إذ وجود رجل بنسختين من هذه الطفرة يعرض بنسبة الضعف لخطر الإصابة بسرطان البروستاتا. فيما نسخة واحدة تزيد من مخاطر الإصابة بنسبة ٪50. وقد افترض كلاين وسيلفرمان أن «الوصلة المفترضة للتغييرات ريبونوكلياز إل في «سرطان البروستات الوراثي 1» قد تعكس قابلية محسنة لعامل فيروسي» كما تم إجراء شاشة فيروسية لعينات سرطان البروستات، مما أدى إلى اكتشاف فيروس إكس إم آر في.

## دراسات مرتبطة بالمرض
- في عام 2006، ربط بعض الباحثين «فيروس إكس إم آر في» - والذي لم يكن معروفاً حتى ذلك الوقت - بأورام البروستات.[18]
- في عام 2010 كشفت مقالة عن وجود فيروس إكس إم آر في وعلاقته بسرطان البروستاتا.[19]
- في إحدى الدراسات، تم الكشف عن وجود فيروس إكس إم آر في في نسبة صغيرة من المرضى الذين يعانون من ضعف في جهاز المناعة،[20] ولكن الدراسات الأخرى لم تجد أي دليل على وجود الفيروس في مثبطات المناعة.[21][22]
- بعد اكتشاف مسببات المرض تم دحض النتائج الأولية.[13]

## جدل إمدادات الدم
يرتبط فيروس إكس إم آر في ارتباطًا وثيقًا بالعديد من فيروسات الفئران المعروفة غزينوتروبيك. تتعرف هذه الفيروسات على خلايا غير القوارض وتدخل إليها عن طريق مستقبلات فيروس لوكيميا الفئران (XPR1). وتعد بلازما الدم هي فقط المعالجة بالحرارة، وليس نقل الدم. ويعمل تحالف الولايات المتحدة الفيدرالي الآن على تحديد مدى انتشار الفيروس في إمداد الدم ومدى ملاءمة طرق الكشف المختلفة.